# Glo-Djigbé
Golo-Djigbé är ett arrondissement i kommunen Abomey-Calavi i Benin. Den hade 12 827 invånare år 2002.